# جوش لارسن (متسابق دراجات نارية)
جوش لارسن (بالإنجليزية: Josh Larsen)‏ هو متسابق دراجات نارية أمريكي، ولد في 12 مايو 1972.